# David Fordyce
Pour les articles homonymes, voir Fordyce.
David Fordyce est un théologien, moraliste et philosophe écossais, né en 1711 à Aberdeen.

## Biographie
Il entra dans la carrière ecclésiastique, fut nommé en 1742 professeur de philosophie morale au collège Maréchal dans sa ville natale, publia en 1745 des Dialogues sur l'Éducation, et en 1748 un excellent traité de Philosophie. 
On a aussi de lui Théodore, dialogue sur l'art de prêcher. Il mourut en 1751 dans un naufrage sur les côtes de Hollande. 
Ses frères sont Jacques Fordyce, William Fordyce, et son fils est George Fordyce.